# Halfway Island (Antarktika)
Halfway Island (aus dem Englischen frei übersetzt Insel auf halbem Weg) ist eine kleine Insel im Palmer-Archipel vor der Westküste der Antarktischen Halbinsel. Sie liegt 4 km nordwestlich von Litchfield Island in der Einfahrt zur Wylie Bay im Südwesten der Anvers-Insel.
Die hydrographische Einheit der Royal Navy nahm zwischen 1956 und 1957 Vermessungen vor. Ihren Namen verdankt die Insel dem Umstand, dass sie auf halbem Weg zwischen dem Arthur Harbour und Kap Monaco liegt.